# 沈麗君
沈丽君（Miki Shen，1983年7月30日—2018年9月9日），出生于上海，中国平面模特、演员。出道初期以“上海第一美女”爆红网络。

## 生平
沈丽君出生于上海，毕业于上海震旦职业学院，2006年于网络爆红，2009年参演《家有喜事2009》。2011年结婚，婚后育有一儿一女。2018年9月9日，因小三介入家庭以及身患癌症而不堪负苛跳楼身亡。

## 参演作品
- 第601個電話（2006年）
- 变身契约（2008年）
- 家有喜事2009（2009年）